# Мириманова, Нина Рубеновна
Мириманова Нина Рубеновна (25 августа 1917, Тифлис — 2011, Санкт-Петербург) — артистка балета, балетмейстер. Заслуженная артистка РСФСР (1957). По окончании Ленинградского эстрадного техникума (педагоги П. А. Гусев, А. В. Лопухов, Н. П. Ивановский, Р. В. Захаров) в 1934—1938 годах — артистка Оперной студии Ленинградской консерватории.

В 1938—1961 годах — артистка Ленинградского Малого оперного театра. Характерная танцовщица. В годы Великой Отечественной войны выступала в бригаде артистов Ленинградского Малого оперного театра, который находился тогда в эвакуации в Чкалове (Оренбурге). Четыре месяца провела на фронте, в освобождённых от немецкой оккупации советских городах дала десятки концертов.
Член ВКП(б) с 1945 года.

Организатор и главный балетмейстер (1963—1982) балетной труппы Оперной студии Ленинградской консерватории. В 1983 году — репетитор ленинградской труппы «Хореографические миниатюры».
Проживала по адресу: Санкт-Петербург, ул. Шевченко д. 32 кв. 24

## ТЕАТРАЛЬНЫЕ РАБОТЫ
в постановке:

Б. А. Фенстера

Девушка из чайного домика («Ашик-Кериб» Асафьева, 1940)

Уличная танцовщица («Мнимый жених» Чулаки, 1946)

Бармалеиха («Доктор Айболит», 1948)

Соно («Весёлый обманщик» Корчмарева, 1951, пост. Фенстер и К. Джапаров)

Н. А. Анисимовой
Кащеевна («Чудесная фата» Заранек, 1947)

Фетна («Шехеразада», 1950)

Чаровница («Ивушка» Евлахова, 1957)

П. А. Гусева

Магрибская красавица («Семь красавиц», 1953)

восточный танец («Корсар», 1955)

Г. И. Давиташвили
Солистка («Болеро», 1960) и др.
```
Предлагаемый фрагмент из записок Нины Миримановой публиковался в красноармейской газете Южно-Уральского военного округа "Сталинец" 9 октября 1943 года. Статье было предпослано вступление, где говорилось, что бригада артистов Ленинградского Малого оперного театра, который находился тогда в эвакуации в Чкалове (Оренбурге), четыре месяца провела на фронте и в освобождённых от немецкой оккупации советских городах дала десятки концертов. Нина Рубеновна участвовала в этой поездке.
```

```
Песня о Неве
…С одного из московских вокзалов наша бригада отъезжает на фронт. На вокзале много народа, бойцов, офицеров. Все спешат, торопятся, но никакой сутолоки. Царит абсолютный порядок. Фронтовой поезд уже под парами, но ещё есть время, и большая группа офицеров продолжает тут же на военной платформе разучивать новую песню. Хормейстер энергично дирижирует, указывая на большой щит с текстом песни. Так новая строевая походная, лишь на днях сочиненная московским композитором, послезавтра придёт на фронт.
С поезда мы попадаем прямо в армейский Дом Красной Армии. И через два часа уже мчимся на первый концерт. Нашу машину то и дело останавливают патрули. На постах, на фронтовых дорогах стоят серьёзные, полные достоинства и сознания важности своего дела девушки-регулировщицы. Они внимательно осматривают нас. Сначала сухое, официальное требование предъявить документы. А установив, что всё в порядке и кто мы, регулировщицы расплываются в улыбке и желают счастливого пути: артисты на фронте - желанные гости.
Первый концерт в стрелковом полку. Наш зрительный зал чрезвычайно живописный. Бойцы расселись на холме. Все в шлемах, вооруженные, с автоматами, гранатами за поясом. Импровизированная сцена внизу, у подножия холма, а холм высокий-высокий и весь утопает в полевых цветах. Колоссальный красочный амфитеатр. Шлемы, васильки, автоматы, ромашки, гранаты. И песня о Ленинграде, о Неве, которая гремит и катится далеко-далеко - к стенам родного города, к родным берегам.
Слушают нас воины, которые завтра пойдут в наступление. Сознание этого чрезвычайно волнует артистов. Хочешь показать  всё, на что способен. И когда с вершины холма сходит боец и читает свой адрес артистам, написанный карандашом в походной тетради, и передаёт его вместе с букетом полевых цветов, мы стоим, растроганные до глубины души.
В соседнем полку у артиллеристов мы пробыли несколько дней и почти ежедневно выступали. Тут были любопытные встречи. В полку оказалось немало бойцов и офицеров, заядлых театралов, отлично знающих наш театр по Ленинграду, бывавших у нас в Чкалове. И эта встреча с театром, вдалеке от театрального зала, радует и их, и нас.
Товарищи пытливо расспрашивают о новостях искусства, интересуются жизнью тыла, дыханием далёких городов. Мы, как можем, удовлетворяем их любознательность. Допоздна затягиваются эти беседы, не предусмотренные концертной программой.
Теперь мы у артиллеристов свои люди, знаем их героев и хотим их от всего сердца отблагодарить за великий солдатский труд. На следующем концерте каждый из нас посвящает свой лучший номер герою полка. Мы называем фамилии. Все ищут их обладателей взглядом, аплодируют, приветствуют. Немного смущенные бойцы, сержанты и офицеры выходят на площадку грузовика, трогательно благодарят и говорят несколько простых, идущих от сердца слов.
Быстро разнеслась по полкам весть о приезде бригады. Нас наперебой зовут то в одну, то в другую часть. В Н-скую дивизию мы приезжаем в особенно радостные дни. Полкам дивизии вручают знамёна. Этот праздник совпал с вручением многим ветеранам частей медалей: дивизия дралась у стен двух великих городов-героев.
Во всём чувствовалась святая торжественность момента. Церемониал происходит невдалеке от передовых. Когда смолкает оркестр, явственно слышны далёкие раскаты артиллерии.
Выстроенные для принятия знамени ряды воинов, с мужественными лицами, обветренными, обожженными солнцем и морозом; суровое лицо поседевшего в боях, но ещё молодого командира полка в минуту, когда он говорит медленно и торжественно слова клятвы; шесть автоматчиков - шесть орденоносцев - почетный караул у знамени - всё это встаёт перед тобой, когда вспоминаешь церемониал вручения. Концерт был сразу после полкового праздника. Мы выступали под его впечатлением.
Нет более благодарного, внимательного зрителя, чем фронтовик-боец, сержант, офицер. Они нам были дороже всего - эти знаки внимания и уважения - записка с благодарностью, стихотворение на память, письмо, написанное на клочке бумаги "Дорогим артистам от гвардейцев-артиллеристов на память о концерте в лесу"; щит, повешенный у землянки, в которой мы жили, c трогательной надписью: "Привет дорогим ленинградцам".
Возвращаясь из этой дивизии, мы дали концерт в одной части на стыке двух фронтов. Огневой налёт, который был на этот участок полчаса тому назад, не помешал собраться зрителям и слушателям. В половине третьего ночи, при лунном свете, началось это необычное театральное представление. С передовых батарей многие не могли прийти, но и они присутствовали на концерте. Эхо далеко разносило слова песни
[
3
]
.
```

## Награды и звания
- 1957 — Заслуженный артист РСФСР

Скончался в 2011 году. Похоронена на Красненьком кладбище в Санкт-Петербурге.